# Villa romana de Noheda
La villa romana de Noheda es un yacimiento arqueológico localizado junto a la localidad española de Noheda, en el término municipal de Villar de Domingo García (provincia de Cuenca). Se encuentra en un terreno en ligera pendiente delimitado al sur por el arroyo Chillarón, mientras que al norte se ubica el cerro de la Cuesta de las Herrerías y al oeste la carretera nacional N-320. Desde el comienzo de las excavaciones en 2005 se ha documentado la zona de balnea o termas de la villa y una amplia serie de habitaciones y estancias de la vivienda, entre las que destaca una sala triabsidiada en la que se halló un mosaico figurativo que cuenta con una superficie conservada de 231 m², realizado en su mayor parte con opus vermiculatum.

## Descubrimiento y excavación

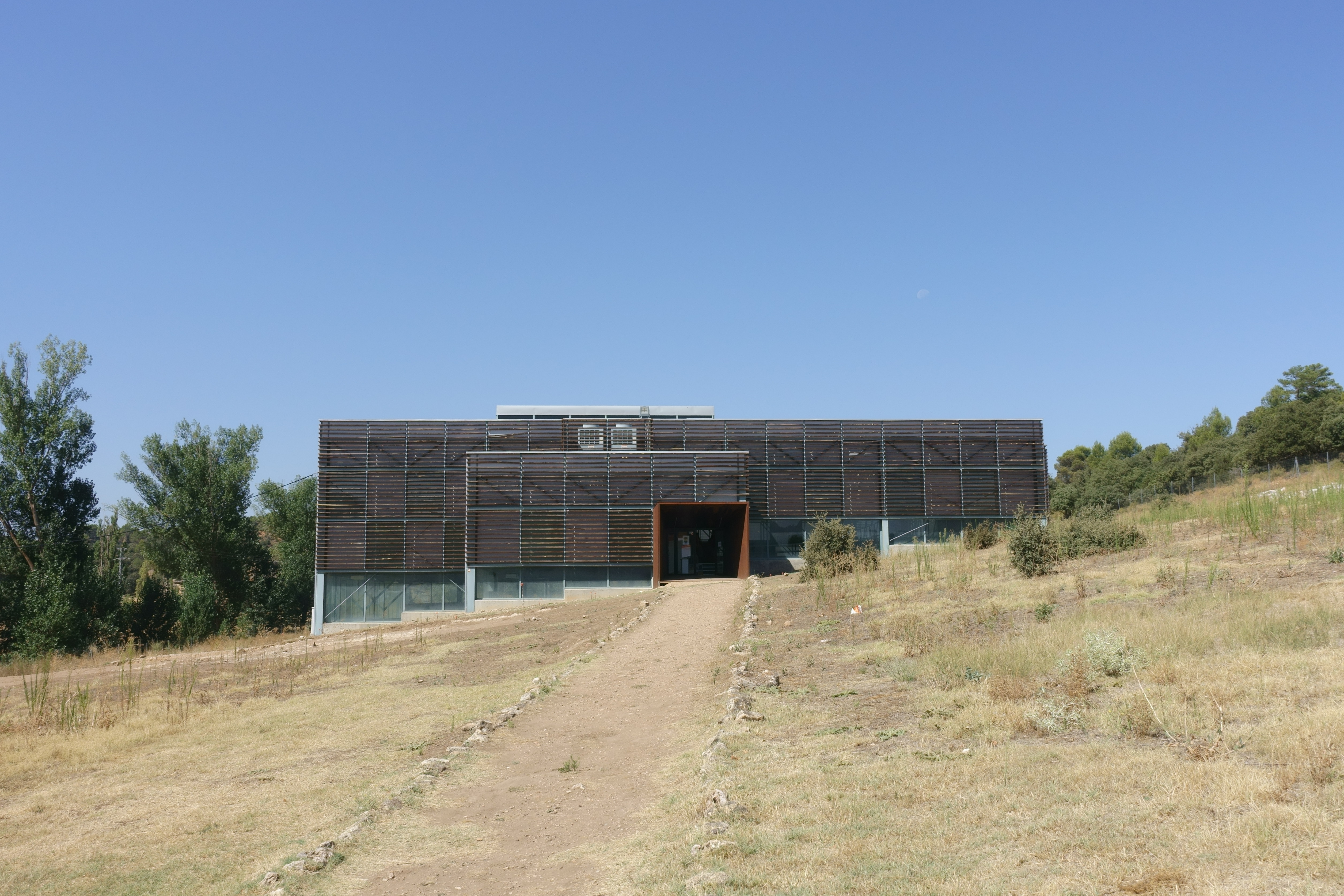
Vista exterior de la cubierta que protege la villa

El descubrimiento de la villa romana de Noheda se produjo en 1984 de forma fortuita. Durante la realización de labores de labranza por parte de la familia Lledó, propietaria de las tierras, quedó al descubierto un pedazo de mosaico. No obstante, no se llevó a cabo ningún tipo de exploración intensiva hasta 2005.
A instancias de su descubridor, José Luis Lledó Sandoval, se inició una primera campaña de excavación en diciembre de 2005 a cargo del Instituto del Patrimonio Histórico de España, actualmente Instituto del Patrimonio Cultural de España, y posteriormente se han realizado campañas sistemáticas de excavación a cargo de la Consejería de Cultura de la Junta de Comunidades de Castilla-La Mancha.
Después de las gestiones realizadas por el gobierno autonómico de Castilla-La Mancha para la adquisición de los terrenos se estimó que el yacimiento podría ser visitable por el público en 2015. Sin embargo, debido a los enfrentamientos entre administraciones y litigios por la titularidad de los terrenos, dicha apertura no pudo llevarse a cabo hasta julio de 2019.

## Descripción

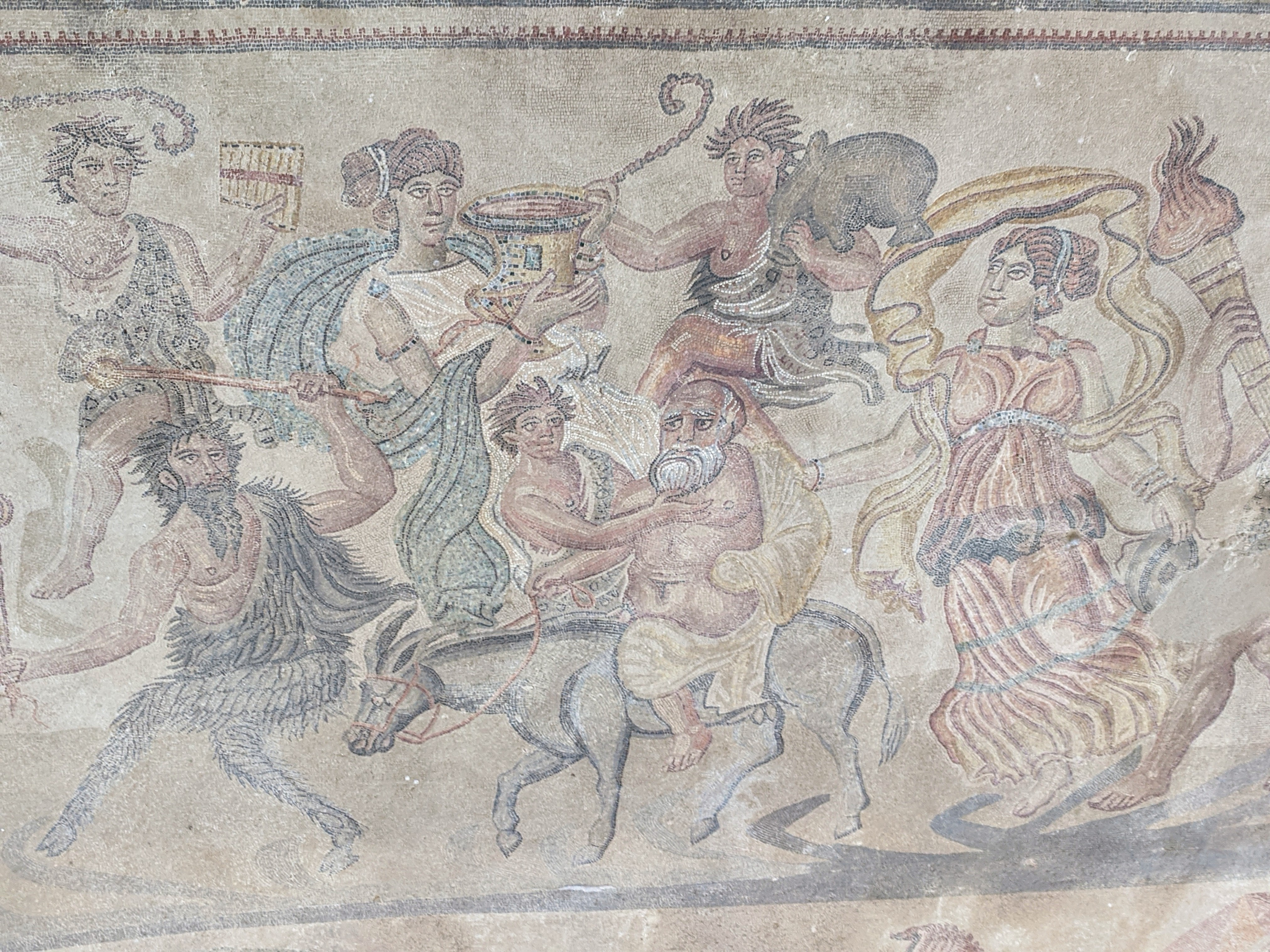
Detalle del mosaico

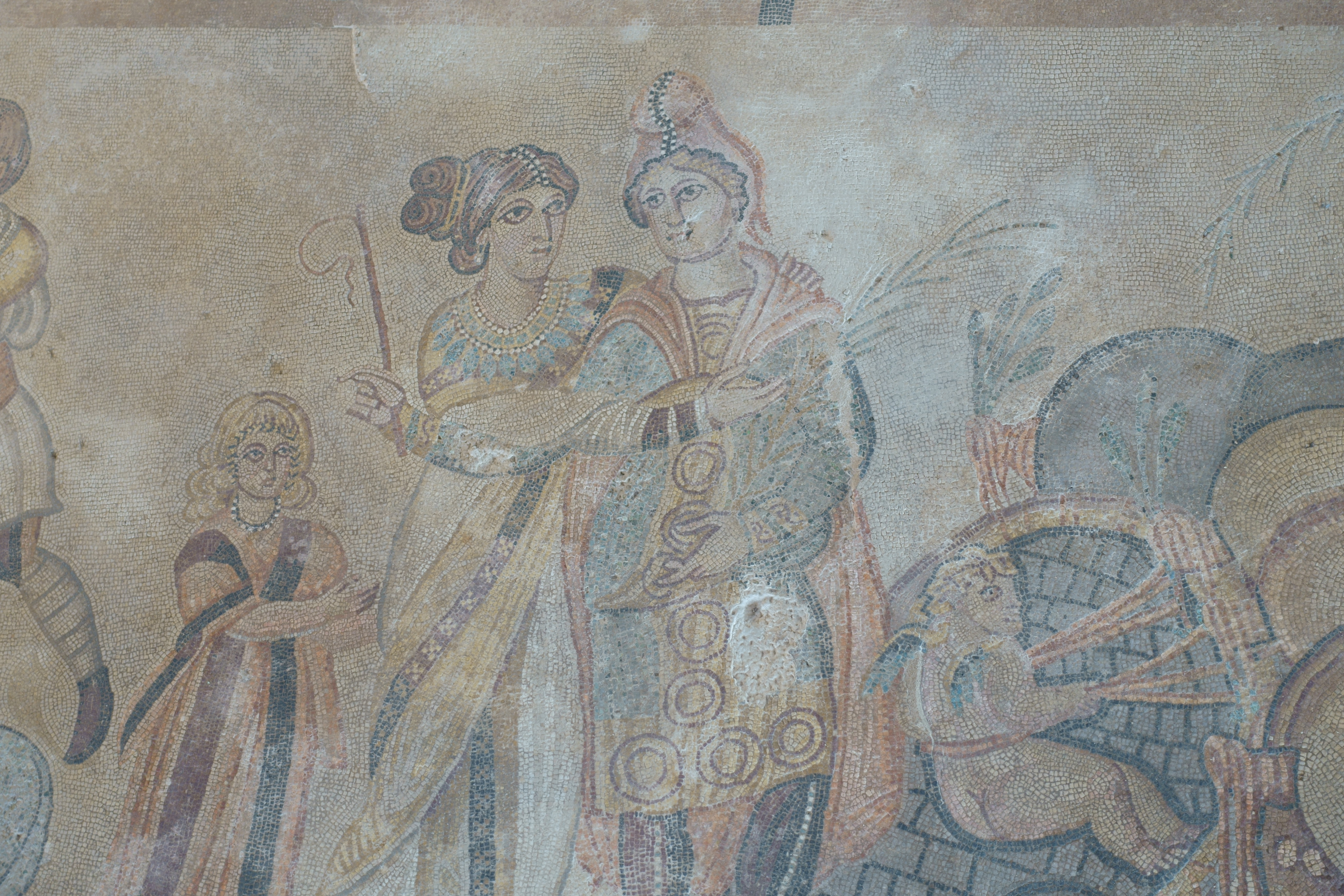
Detalle del mosaico

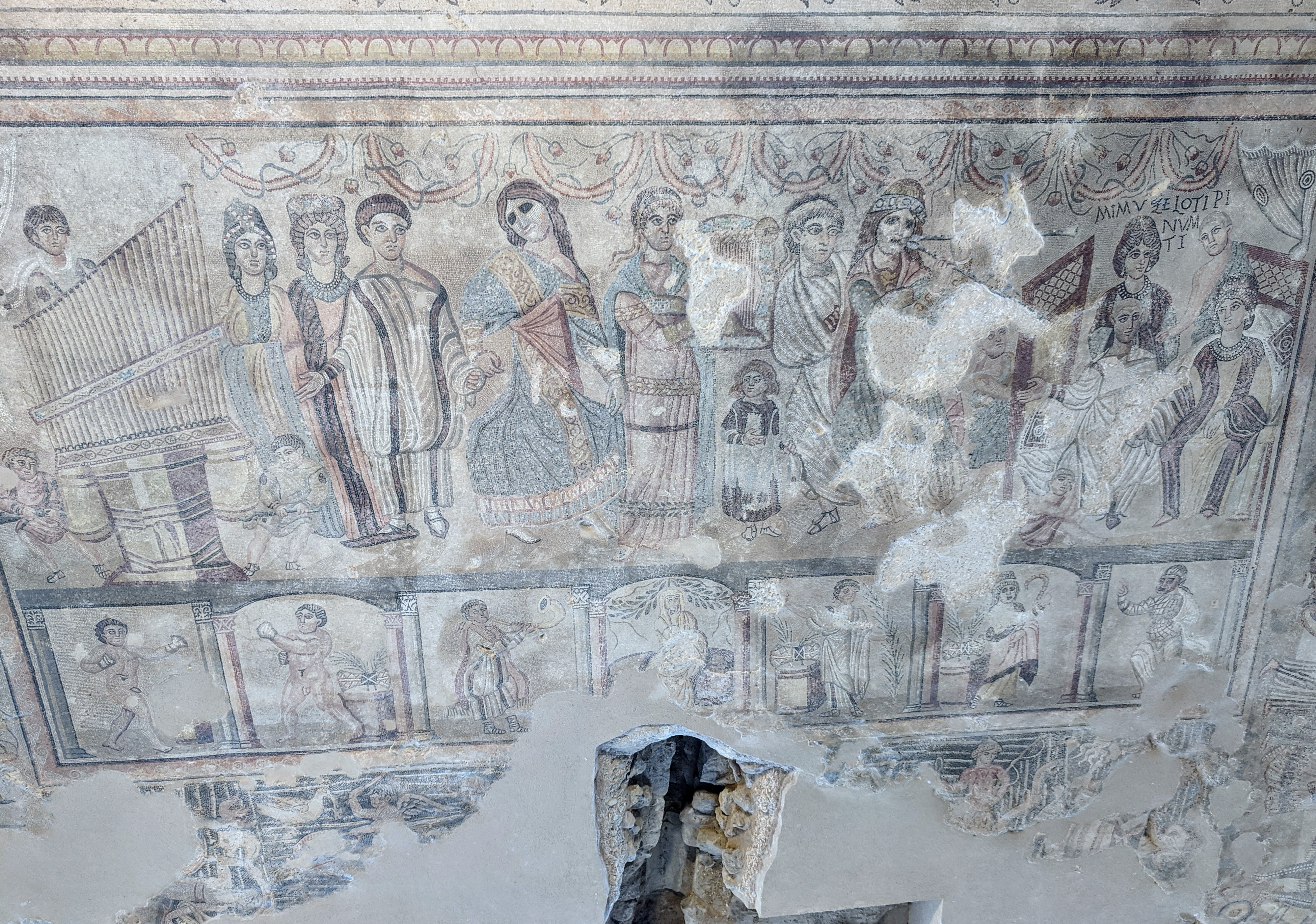
Detalle del mosaico

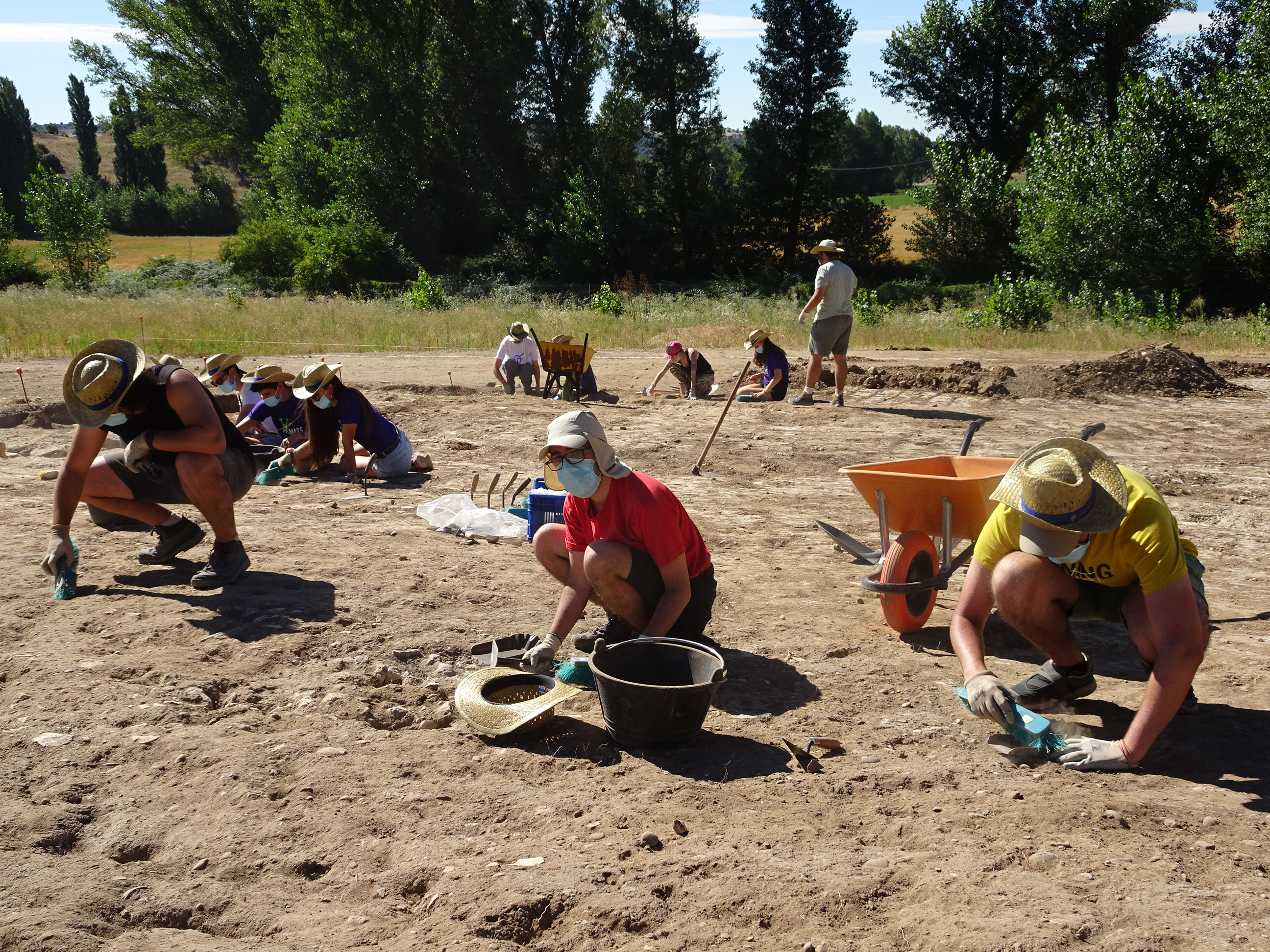
Campo de voluntariado en el yacimiento en 2021

El yacimiento arqueológico está compuesto por los restos inmuebles de una villa romana. En particular, se han documentado varias habitaciones de lo que sería parte del edificio suntuario del complejo rural tardorromano. La primera sala documentada tiene planta cuadrangular y presenta tres de sus lados rematados con sendas exedras, mientras que al oeste se ubica el acceso o entrada. Esta sala tricora tiene una superficie de unos 300 m² y está pavimentada con mosaicos mientras que el zócalo de las paredes está decorado con opus sectile y la parte superior con pintura mural.
El programa decorativo musivario descubierto consta de varias escenas figuradas: escena A mito de Pélope, escena B dedicada a representaciones teatrales con música y danza, escena C dedicada a varios pasajes de la vida de Paris y Helena de Troya, escena D con un cortejo dionisíaco, escena E con otras representaciones teatrales y escena F con motivos marinos. Todas esas escenas están enmarcadas además de diversos paneles con decoración geométrica y vegetal.
En el entorno de estas salas se han documentado otras habitaciones anexas en las que se han recuperado otros restos de pinturas y estucos decorativos. Además, se han registrado otro tipo de elementos estructurales y conducciones, así como numerosos elementos muebles entre los que destacan varios fragmentos de esculturas de mármol blanco.
Por otra parte, son apreciables los restos dispersos de materiales muebles a un lado y otro del río Chillarón y en las laderas de los cerros ubicados al norte que evidencian la presencia de restos de otras áreas del complejo rural romano.